# Classe Kondor
La classe Kondor était la désignation OTAN d’une classe de dragueurs de mines et de navires de déminage (MSR) de la Volksmarine (Marine populaire de la République démocratique allemande). Les navires portaient le numéro de projet 89.1 dans la marine populaire et après l’introduction de la variante étendue (projet 89.2) la désignation MSR-abréviation de différenciation. En 1984, les navires ont été reclassés en navires côtiers de défense contre les mines (MAW).

## Historique
La planification du projet 89.0 a été réalisée en 1965 par l’Institut de technologie de la construction navale de Wolgast (ISW) et le Peene Werft. À partir de 1967, la production du développement ultérieur du projet 89.1 a commencé. En 1970, 21 navires (numéros de projet 89 101 à 89 121) avaient été construits pour la Marine populaire.
Les navires étaient délibérément équipés avec peu de confort, car selon la doctrine de la « contre-attaque immédiate » en cas d’attaque de l’OTAN contre le Pacte de Varsovie, qui était valable au moment de la construction, les navires auraient dû nettoyer les champs de mines sous une menace aérienne classée comme élevée, et la perte de nombreux MSR dans cette action semblait probable aux planificateurs de la marine populaire.
Dès 1971, 18 navires ont été remis à la 6e brigade frontalière des troupes frontalières en tant que patrouilleurs et utilisés dans trois détachements de navires frontaliers de six navires chacun.
Diverses raisons sont citées comme raisons de la ségrégation de ce type moderne de navire avec une bonne navigabilité. D’une part, on suppose que les navires avec leurs petites dimensions n’étaient pas adaptés à l’utilisation d’équipements de déminage modernes ou que leur armement antiaérien était trop faible, d’autre part, il est indiqué que les troupes frontalières avaient besoin de ces navires pour assurer « l’efficacité de la sécurité aux frontières. »
Malgré leur service dans la sécurité frontalière de la RDA, les navires ont conservé leur équipement de défense contre les mines, car ils auraient été à nouveau affectés à la Volksmarine en renfort en cas de guerre. L’une des principales tâches de la 6e brigade frontalière et de ses navires était d’empêcher les évasions de la RDA par la mer,

## Conception

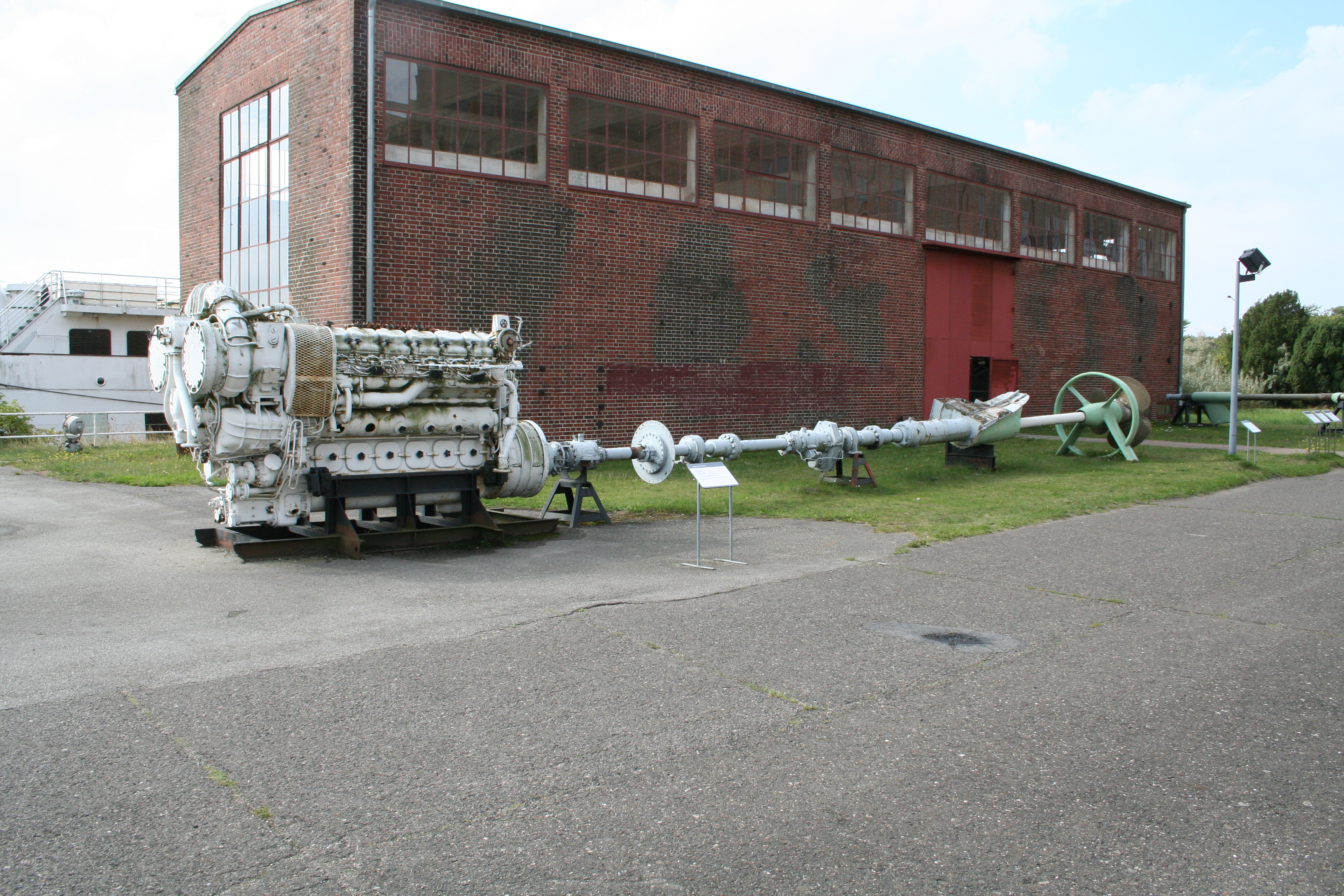
Système de propulsion avec moteur, arbre et hélice, exposé à Peenemünde.

Les navires avaient une coque en acier soudé. Ils étaient propulsés par deux moteurs diesel M-40D de conception soviétique d’une puissance totale de 2942 kW, capables de faire accélérer les navires de la classe jusqu’à environ 20 nœuds via deux hélices. Les navires étaient équipés d’un radar de navigation TSR 333 de 3 cm et d’un sonar KLA de 58 m pour la recherche de mines marines. Pour reconnaître les navires ou les avions amis et pour confirmer sa propre identité aux alliés, tous les navires étaient équipés d’émetteurs et de récepteurs pour le système d'identification ami-ennemi soviétique du type « Nichrom ».
En cas d’urgence, il y avait une pompe de cale, une pompe à incendie séparée et un système d’aspersion de navire (système de pulvérisation KS) qui, en cas d’incendie sur le pont, pouvait pulvériser l’ensemble du navire via une conduite longeant les superstructures.

## Armement
L’armement principal des navires de cette classe était un jumelage de canons de 25 mm de type 2M-3, qui était placé à l’arrière dans une tourelle ouverte.
Même si cela ne correspondait pas à l’ordre réel, des mines marines ou des grenades anti-sous-marines pouvaient être larguées dans la mer depuis le pont arrière si nécessaire.
Pour déminer, un harnais de déminage du type « Scherdrachengerät » (ODD R/L) (avec des flotteurs du type « Scherdrache ») pouvait être remorqué au-dessus de la poupe jusqu’aux creux derrière les navires afin de lutter contre les mines à corde d’ancrage ou, à l’aide de tiges creuses, de simples types de mines terrestres.

## Modifications
En 1972, deux navires ont été équipés comme prototypes pour la technologie de renseignement d'origine électromagnétique (SIGINT), le projet 65 201 KOMET et le projet 65 202 METEOR. Ils n’avaient pas d’armement installé en permanence et sur le pont arrière, une superstructure supplémentaire avec équipement radio avait été placée à la place des treuils à câble du faisceau de dégagement.
Deux autres navires ont été équipés comme torpilleurs.

## État actuel
Il n’y a plus de navires de ce type au service de la marine allemande. Trois navires ont dû être déclassés avant 1990. Le plus grand nombre ont été ferraillés après la chute du mur de Berlin. Trois autres ont été vendus à la marine maltaise. Deux d’entre eux, les P 29 (ex Boltenhagen) et P 31 (ex Pasewalk), ont été coulés dans des eaux peu profondes en 2007 et 2009 en tant qu’attraction de plongée sous-marine pour les touristes,.
Les KOMET et METEOR ont été donnés à l’Estonie en 1994. Cinq autres navires sont allés à la Tunisie. Un autre a d’abord été repris par les garde-côtes ouest-allemands, puis remis au Cap-Vert pour y être utilisé comme navire de surveillance de la pêche